# János Martonyi
János Martonyi (n. 5 aprilie 1944, Cluj) este un om politic maghiar, ministru de externe al Ungariei între 1998-2002, în primul guvern condus de Viktor Orbán (FIDESZ), respectiv din 29 mai 2010 până în 2014.
În urma alegerilor legislative din 2010 a devenit pentru a doua oară ministru de externe al Ungariei. De la 1 ianuarie 2010 a fost timp de șase luni președintele consiliului pentru afaceri generale, în cadrul președinției rotative a Uniunii Europene.